# Теряево (Волоколамский район)
Теря́ево — село в Волоколамском районе Московской области России, административный центр сельского поселения Теряевское. Население — 1376 чел. (2010).

## География
Расположено на северо-западе области, на севере Волоколамского района, на обоих берегах реки Большой Сестры и на левом берегу её притока — реки Локнаш (бассейн Иваньковского водохранилища), примерно в 20 км к северо-востоку от города Волоколамска, на автодороге Р107 Клин — Лотошино.
Соседние населённые пункты — деревни Новое, Валуйки, Фадеево, Смольниково и село Покровское.

### Улицы
Адмирала Лобова, Детгородковская, Заречная, Луговая, Морских Пехотинцев, Набережная, Парковая, Песчаная, Полевая, Прибрежная, Сиреневая, Советская, Теряевская, Фабричный переулок.

## История

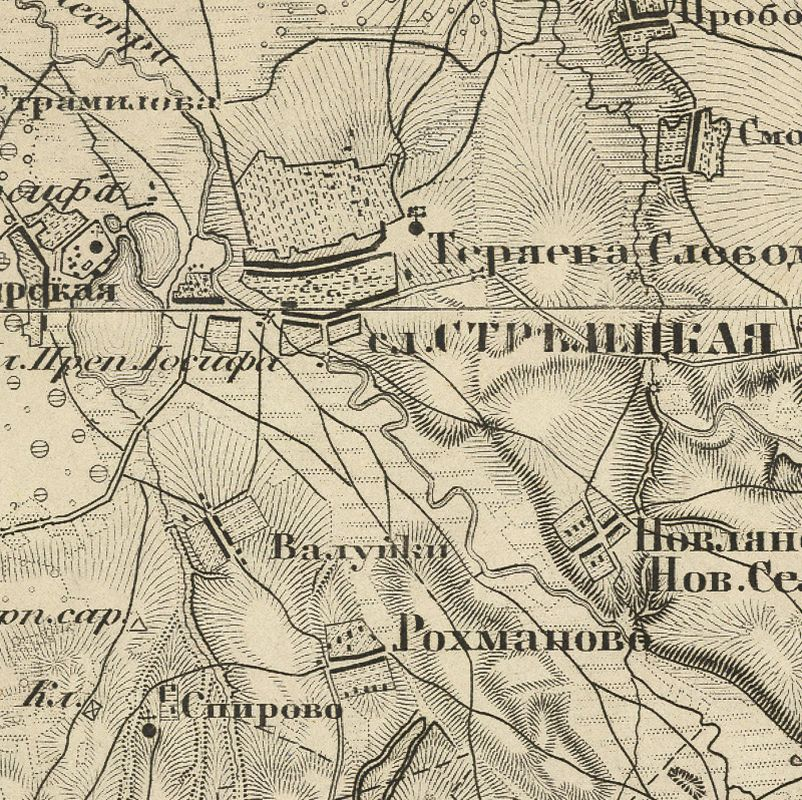
Расположение села на карте Московской губернии Ф. Ф. Шуберта, 1860 г.

Впервые селение Теряев Дорок упоминается в 1479 году как место, где был заложен Иосифо-Волоколамский монастырь. В писцовой книге 1625 года указана «подмонастырская слобода, что была деревня Теряева, Дорок тож», а в материалах межевания 1769 года — Теряева стрелецкая слобода.
В «Списке населённых мест» 1862 года Теряева слобода — казённое село 1-го стана Клинского уезда Московской губернии по Волоколамскому тракту, в 44 верстах от уездного города, при реке Сестре, с 77 дворами, православной церковью, ярмаркой, 2 заводами и 586 жителями (266 мужчин, 320 женщин); в казённой деревне Стрелецкая слобода 35 дворов, ярмарка, фабрика и 267 жителей.
По данным на 1890 год оба селения входили в состав Калеевской волости Клинского уезда, в Теряевой Слободе находились земское училище и лечебница, число душ составляло 717 человек; в Стрелецкой Слободе располагалась почтово-телеграфная контора, число душ составляло 307 человек.

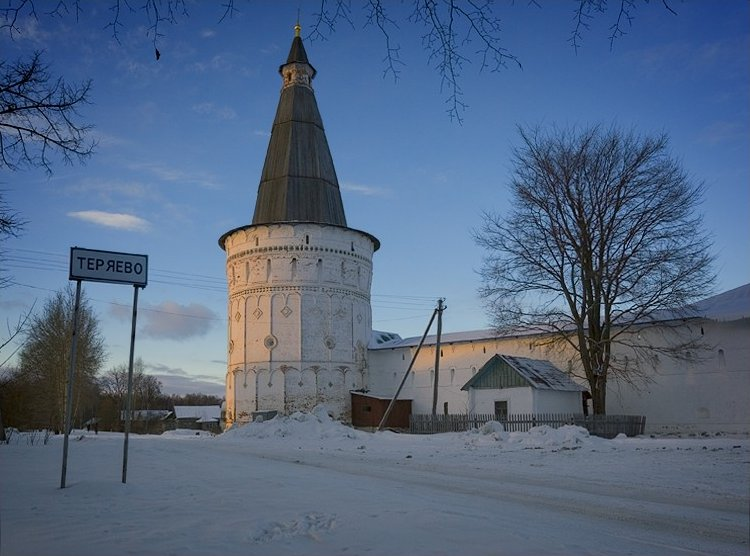
Иосифо-Волоцкий монастырь

В 1913 году в селе Теряева Слобода 114 дворов, земская больница, земское училище, квартира пристава, квартира отряда конно-полицейских стражников, трактир, клееварный завод, 2 бумаго-ткацких фабрики, 2 кузницы, мукомольная мельница и пожарная дружина; в деревне Стрелецкая Слобода 45 дворов, 3 бумаго-ткацких фабрики, почтово-телеграфное отделение, аптека, казённая винная лавка, пивная лавка, 2 трактира и квартира земского страхового агента.
По материалам Всесоюзной переписи населения 1926 года в селе Стрелецкая Слобода Калеевской волости Волоколамского уезда проживало 383 жителя (177 мужчин, 206 женщин), насчитывалось 86 хозяйств, находились народный суд, волисполком, сельхоз, музей, ремесленная школа, клуб, библиотека, сельсовет. Также указаны Теряевская и Ильинская слобода с общим числом жителей 786 (360 мужчин, 426 женщин), 156 хозяйствами, среди которых 134 крестьянских, больницей, страховым агентством, библиотекой, избой-читальней, школой и сельсоветом.

### Административно-территориальная принадлежность
В 1917 году Калеевская волость была передана в Волоколамский уезд, а с 1924 года Стрелецкая Слобода стала её центром.
До 1994 года Теряево было центром Теряевского сельсовета, а в 1994—2006 гг. — Теряевского сельского округа.

## Население
| 1852 | 1859 | 1890  | 1899 | 1926  | 2002  | 2006  | 2010  |
| ---- | ---- | ----- | ---- | ----- | ----- | ----- | ----- |
| 752  | ↗853 | ↗1024 | ↘969 | ↗1169 | ↗1188 | ↗1351 | ↗1376 |

## Известные уроженцы

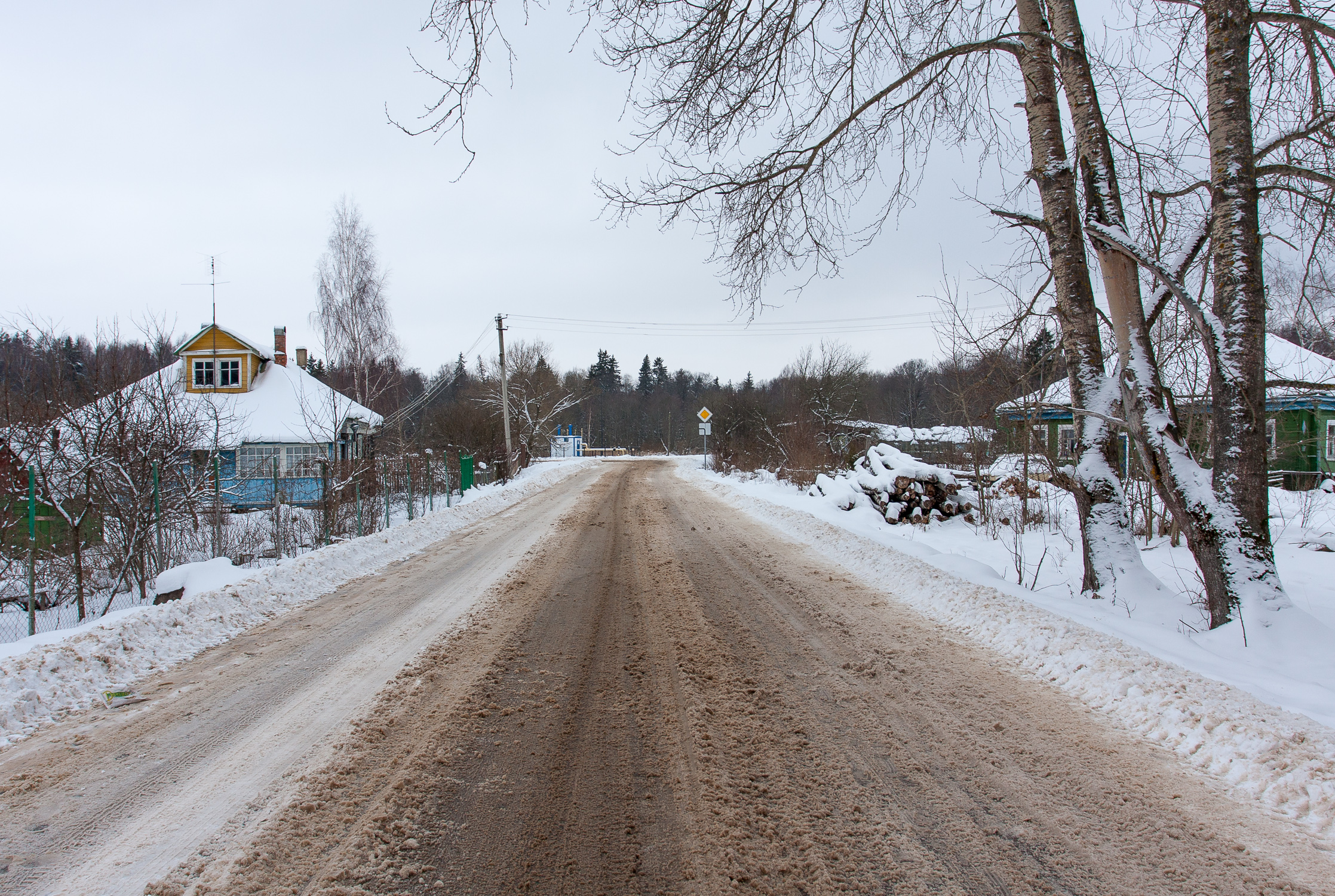
Одна из улиц Теряево

- Полковников, Владимир Иванович (1906—1982) — советский режиссёр мультипликационных фильмов.

## Достопримечательности
Село известно находящимся на его территории Иосифо-Волоцким монастырём. Чуть восточнее — Церковь Вознесения Господня (1817) в Подмонастырской (бывшей Стрелецкой) слободе. Рядом находится Теряевская больница (Всехсвятский скит), основанная в 1850-х на месте, где жил Иосиф Волоцкий во время постройки обители. Всё это является памятниками архитектуры.
Расположенные рядом с монастырём пруды образуют особо охраняемую природную территорию — государственный природный заказник регионального значения Теряевские пруды.
К западу от западного прясла стены монастыря, на левом берегу Большой Сестры находится памятник археологии Теряевское селище II—VII, XV—XVII вв.

## Интересные факты
В 1966 году режиссёр Сергей Бондарчук снимал в окрестностях Теряева сцены пожара Москвы фильма «Война и мир», для чего были построены декорации деревянного города. До этого он долго искал в Подмосковье подходящее место для съёмок, приехал с художниками в Теряево и, увидев Иосифо-Волоцкий монастырь, сказал: «Вот здесь будем снимать». В 2012 году (к двухсотлетию победы в Отечественной войне 1812 года) у стен монастыря в память об этом событии установлен памятный камень.

## Инфраструктура
Личное подсобное хозяйство с зоной сельскохозяйственного использования, индивидуальная застройка усадебного типа.

## Транспорт
Связано автобусным сообщением с районным центром и станцией Чисмена Рижского направления Московской железной дороги. 